# Малыгин, Григорий Алексеевич (актёр)
Григо́рий Алексе́евич Малы́гин (24 июня 1970, Северск, Томская область — 21 сентября 2012, Москва) — российский актёр, комик. Капитан команды КВН «Дети лейтенанта Шмидта».

## Биография
Окончил Томский инженерно-строительный институт по специальности инженер, Алтайский государственный институт культуры и искусств (режиссёр культурно-массовых мероприятий) и школу телевидения «Останкино».
Свою карьеру на сцене начинал в качестве руководителя и актёра студенческого театра эстрадных миниатюр «Люкс» в Томске. Был капитаном команды КВН «Томские козыри», выступавшей в рамках лиги КВН-Сибирь.
С 1996 по 2008 годы — художественный руководитель и капитан команды КВН «Дети лейтенанта Шмидта». В составе команды стал трёхкратным чемпионом лиги КВН-Сибирь, чемпионом высшей лиги КВН 1998 года, обладателем главной награды «большой КиВиН в золотом» на музыкальном фестивале «Голосящий КиВиН» в Юрмале в 1998 году, обладателем летнего кубка чемпионов КВН 1999 и 2001 годов, Кубка КВН Президента Украины 2000 года, Кубка КВН Президента Казахстана 2001 года, Кубка трёх поколений (Украина, 2001) (совместно с командой Харьковского Авиационного Института) и Лауреатом Всероссийского конкурса «Кубок юмора».
В 2000—2001 годах Григорий Малыгин выступал в составе сборной команды КВН «Сибирские Сибиряки», куда вошли представители команд «Дети лейтенанта Шмидта», «Иркутские Декабристы» и команды Новосибирского Государственного Университета. Малыгин являлся одновременно капитаном и художественным руководителем «Сибирских Сибиряков». «Сибирские Сибиряки» завоевали главную награду «Большой КиВиН в золотом» на музыкальном фестивале «Голосящий КиВиН» в Юрмале в 2000 году, а в 2001 году стали полуфиналистами высшей лиги КВН.
В 2006 году вместе с командой «Дети лейтенанта Шмидта» принял участие в полуфинале Высшей Украинской лиги КВН вместе с командами «ЧП» и «Уездный город». В том же 2006 году Григорий Малыгин в составе команды «Дети лейтенанта Шмидта» принял участие в музыкальным фестивале КВН в Юрмале.
Принимал участие в спецпроектах, посвящённых дню рождения КВН: в 2001 году (в составе «сборной XX века»), в 2006 году (в составе команды «Дети лейтенанта Шмидта»).
С 2008 года возглавлял творческое объединение «Дети лейтенанта Шмидта», в основном выступал сольно или дуэтом на различных концертах, «корпоративах».
На счету Малыгина несколько ролей в телесериалах, главная роль в художественном фильме «День хомячка».

## Смерть
В июне 2012 года Малыгин в Москве подвергся хулиганскому нападению, грабежу и избиению. Виновники остались неизвестными. Несмотря на крайне тяжёлое физическое состояние, Малыгин активно проходил реабилитационные процедуры, лечился. В августе 2012 года выступил на Фестивале юмора и эстрады «Москва — Транзит — Москва» в Геленджике, однако состояние здоровья оставалось тяжёлым. 21 сентября 2012 года по данным СМИ скончался в собственном доме в Москве, причина — остановка сердца.
Похоронен на кладбище Бактин в Томске.

## Семья
Первая жена — Елена Снурницына (род. 12 сентября 1970). Дочь Кристина Малыгина (в замужестве — Кузнецова; род. 19 февраля 1993).
Вторая жена — Виктория Малыгина (15 января 1978 — 19 сентября 2015). Сын — Артур Малыгин (род. 12 апреля 1999).

## Фильмография
| Год  |   | Название                                                   | Роль                                                      |
| ---- | - | ---------------------------------------------------------- | --------------------------------------------------------- |
| 2001 | ф | FM и ребята — Серия «Теория смеха»                         | автор                                                     |
| 2001 | ф | Писаки                                                     | стажёр                                                    |
| 2003 | ф | День хомячка                                               | Серёга                                                    |
| 2003 | ф | 33 квадратных метра — третий сезон                         | Молдавский рабочий                                        |
| 2004 | ф | Москва. Центральный округ-2 — Серия «Тайна завода Абразив» | молодой папаша                                            |
| 2004 | ф | Мэрская доля                                               | Мэр города Тутска - Пётр Петрович Засараев (главная роль) |
| 2004 | ф | Моя прекрасная няня — Серия «Репер поневоле»               | Тимур                                                     |
| 2006 | ф | Счастливы вместе — Серия «Всё лучшее — взрослым!»          | В.В.Бабунец                                               |
| 2009 | ф | Дикий                                                      | эпизод                                                    |
| 2010 | ф | Масквичи                                                   | эпизод                                                    |
| 2010 | ф | Как я встретил вашу маму                                   | двойник Верки Сердючки                                    |
| 2011 | ф | Дураки-Дороги-Деньги                                       | Имя персонажа не указано                                  |
| 2012 | ф | Метод Лавровой — Серия «Стечение обстоятельств»            | Кузьмин                                                   |
| 2012 | ф | Братья                                                     | охранник                                                  |